# Warlley Alves
Warlley Alves de Andrade, född 4 januari 1991 i Governador Valadares i Minas Gerais, är en brasiliansk MMA-utövare som sedan 2014 tävlar i organisationen Ultimate Fighting Championship.